# マルティン・ベルグフォルト
マルティン・ベルグフォルト（Martin Bergvold マーティン・ベアウヴォル、1984年2月20日 - ）は、デンマーク・コペンハーゲン出身の元プロサッカー選手。現役時代のポジションはMF。

## 経歴

### クラブ
2002年12月、FCコペンハーゲンでプロデビュー。
2007年1月、セリエAのASリヴォルノ・カルチョに移籍。同月のフィオレンティーナ戦で移籍後初出場。チームは2007–08シーズンを最下位で終えセリエBに降格した。2008–09シーズンのセリエBで30試合に出場し、1年でのセリエA復帰に貢献した。

### 代表
各年代でデンマーク代表に選出されている。

## 代表歴
- デンマークU-16
- デンマークU-17
- デンマークU-18
- デンマークU-19
- デンマークU-20
- デンマークU-21
  - UEFA U-21欧州選手権2006

## タイトル

### クラブ
コペンハーゲン
- デンマーク・スーペルリーガ: 2003, 2004, 2006, 2011
- デンマーク・カップ: 2004
- ロイヤルリーグ: 2005, 2006